# Фернандо Вердаско
Фернандо Вердаско Кармона (шп. Fernando Verdasco Carmona; Мадрид, 15. новембра 1983) бивши је шпански тенисер.
Од 2009. Вердаско је тренирао у Лас Вегасу са Андреом Агасијем и његовим тимом у којем су Дарен Кејхил и Гил Рејес.

## Тениска каријера

### Почеци
Вердаско је почео да тренира тенис када је имао четири године. Постао је професионалац 2001. и завршио је годину на 464. месту. Године 2002. освојио је први ИТФ турнир и завршио годину на 173. месту.

### 2003.
Године 2003. први пут је учествовао на турниру Мастерс серије, где је доспео до трећег кола у којем га је поразио земљак Карлос Моја. Имао је лошу сезону на шљаци и изгубио је у првом колу Вимблдона. Доспео је до трећег кола Отвореног првенства САД, где је изгубио од Тајланђанина Парадорна Сричапана.

### 2004.
Након што је завршио 2003. као 109 играч света, Вердаско 2004. осваја прву АТП титулу на турниру у Валенсији, победивши у полуфиналу Хуана Карлоса Ферера а у финалу Алберта Монтањеса. Стигао је до трећег кола на два мастерса - Хамбурга и Мадрида. На турниру у Стокхолму освојио је титулу у паровима са земљаком Фелисијаном Лопезом. Сезону је завршио као 36. тенисер света.

### 2005.
Године 2005. је два пута победио Ендија Родика: на мастерсима у Риму и Мајамију. Стигао је до четвртфинала турнира у Риму, Валенсији и Њу Хејвену, до полуфинала у Санкт Петербургу и до финала у Кицбилу где је изгубио од Аргентинца Гастона Гаудија. Први пут у каријери стигао је до четвртог кола неког гренд слема; на Отвореном првенству САД изгубио је од Јарка Нијеминена, након што је савладао Новака Ђоковића. Његово место на АТП листи се незнатно побољшало, годину је завршио на 32. позицији.

### 2006.
У сезони 2006. доспео је до четвртог кола Вимблдона, победивши у трећем колу трећег носиоца Давида Налбандијана у три сета. У четвртом колу је изгубио од Чеха Радека Штјепанека у пет сетова. На Отвореном првенству САД је стигао до трећег кола, где га је поразио финалиста Енди Родик. Стигао је до четвртфинала турнира у Палерму. Наредне седмице је изгубио у првом колу турнира у Мецу. Вердаско није победио ни у једном мечу до краја године, коју је завршио на 35. месту.

### 2007.
Године 2007. на три турнира мастерс серије изгубио је већ у првом колу: у Монте Карлу, Риму и Хамбургу. На Ролан гаросу је стигао до четвртог кола, у којем га је поразио Новак Ђоковић. Изгубио је у првом колу турнира у Квинсу и стигао до трећег кола Вимблдона. Изгубио је у другом колу мастерса у Мадриду од Новака Ђоковића. На турниру у Санкт Петербургу стигао је до финала без изгубљеног сета где га је победио Шкот Енди Мари са 2:6, 3:6. Добри резултати на турниру довели су до побољшања његове позиције на АТП листи, 27. места.

### 2008.
На Отвореном првенству Аустралије постављен је за 25. носиоца али је већ у другом колу изгубио од Јанка Типсаревића. Заједно са земљаком Фелисијаном Лопезом помогао је репрезентацији Шпаније да стигне до полуфинала Дејвис купа. Победили су Немце Филипа Колшрајбера и Филипа Печнера резултатом 6:7(3), 7:6(1), 6:4, 2:6, 12:10 у мечу који је трајао 4 сата и 45 минута.
На мастерсу у Монте Карлу изгубио је у првом колу од Француза Гаела Монфиса. Наредне седмице је у Барселони такође изгубио у првом колу у два сета. Потом је стигао је до трећег кола мастерса у Риму где је изгубио од Џејмса Блејка. На мастерсу у Хамбургу стигао је до четвртфинала где га је поразио Роџер Федерер са 3:6, 3:6. На путу до четвртфинала Вердаско је савладао Михаела Јужног, Микаела Љодру и Давида Ферера.
На Ролан Гаросу је био постављен за 22. носиоца. Изгубио је у осмини финала од Рафаела Надала. Као резултат добре игре на Ролан Гаросу, 9. јула је доспео по први пут међу првих 20. тенисера света. Стигао је до финала отвореног првенства Нотингема и до 18. места на АТП листи. На Вимблдону је стигао до 4. кола, у којем је изгубио од Марија Анчића у пет сетова. Пети сет је трајао 90 минута и завршио се резултатом 11:13. Освојио је титулу у Умагу, савладавши у финалу Игора Андрејева. Доспео је до 11. места на АТП листи. На Отвореном првенству САД изгубио је у трећем колу од Игора Андрејева. Помогао је репрезентацији Шпаније да у финалу победи Аргентину, победивши у једном мечу у појединачној конкуренцији и у једном у конкуренцији парова.

### 2009.
Почео је сезону на турниру у Бризбејну, где је постављен за трећег носиоца. Стигао је до финала, у којем га је у три сета победио осми носилац, Радек Штјепанек. Са Мишом Зверевим је у конкуренцији парова стигао до финала где су изгубили од Марка Жикела и Жо-Вилфрида Цонге 4:6, 3:6. На отвореном првенству Аустралије је стигао до полуфинала, у којем га је победио Рафаел Надал. Меч се завршио резултатом 7:6(4), 4:6, 6:7(2), 7:6(1), 4:6. Трајао је пет сати и 14 минута и тако постао најдужи меч у историји Отвореног првенства Аустралије. Вердасков улазак у полуфинале омогућио је да се по први пут у каријери нађе међу 10 најбољих тенисера света, на 9. месту. 
 Након овога, повукао се са турнира у Дубаију због повреде левог стопала. Стигао је до четвртфинала мастерса у Индијан Велсу где га је резултатом 3:6, 4:6 победио Роџер Федерер. На мастерсу у Мајамију је стигао до четвртфинала, које је изгубио од Ендија Марија са 1:6, 2:6. Након тога је дошао до 8. места на АТП листи. На мастерсу у Монте Карлу је трећи пут за редом доспео до четвртфинала; овај пут је изгубио од Новака Ђоковића, 2:6, 6:4, 3:6. Након овог турнира доспео је до најбољег пласмана на АТП листи - 7. места. На мастерсу у Риму стигао је до четвртфинала. Изгубио је од Надала 3:6, 3:6 и тако наставио низ пораза од Надала (скор 0-8). На мастерсу у Мадриду, у четвртфиналу је по девети пут изгубио од Рафаела Надала. На Ролан Гаросу први пут у години није доспео до четвртфинала турнира или даље; поразио га је Рус Николај Давиденко у четвртом колу, резултатом 2:6, 4:6, 4:6. На два наредна турнира изгубио је већ у првом колу. На Вимблдону је дошао до четвртог кола у коме га је савладао Хрват Иво Карловић резултатом 6:7(5) 7:6(4) 3:6 6:7(9). Освојио је трећу титулу у каријери на турниру у Њу Хејвену. У финалу је савладао Сема Кверија са 6:4, 7:6(6).
На Отвореном првенству САД је доспео до четвртфинала, у коме га је поразио Новак Ђоковић, 6:7(2), 6:1, 5:7, 2:6. На турниру у Куала Лумпуру је стигао до финала али је изгубио од Руса Николаја Давиденка са 4:6, 5:7. На Отвореном првенству Кине је постављен за петог носиоца. Стигао је до четвртфинала у коме је изгубио од Новака Ђоковића са 3:6, 6:1, 1:6. На мастерсу у Шангају је био постављен за седмог носиоца. У другом колу га је поразио Хрват Иван Љубичић са 4:6, 6:7(6). На турниру серије 500 у Валенсији, на којем је постављен за четвртог носиоца, стигао је до полуфинала у ком га је савладао Шкот Енди Мари са 3:6, 6:2, 3:6. На мастерсу у Паризу је био постављен за седмог носиоца. Изгубио је у трећем колу од Хрвата Марина Чилића 6:3, 3:6, 4:6.
Ове године се први пут у каријери квалификовао за завршни турнир сезоне, Тенис мастерс куп. Изгубио је сва три меча у групи: први меч, против Роџера Федерера, резултатом 6:4, 5:7, 1:6, против Хуана Мартина дел Потра, такође у три сета 4:6, 6:3, 6:7(1), и трећи меч од Ендија Марија 4:6, 7:6(4), 6:7(3). Годину је први пут у каријери завршио као један од десет најбољих тенисера света, на деветом месту.

### 2010.
Вердаско је почео сезону на егзибиционом турниру у предграђу Мелбурна, Којонгу. Освојио је турнир победивши Фернанада Гонзалеза 7:5, 6:1, Новака Ђоковића 6:1, 6:2, и Жоа-Вилфрида Цонгу 7:5, 6:3. На На Отвореном првенству Аустралије био је постављен за деветог носиоца. Дошао је до осмине финала, где је изгубио од шестог носиоца, Николаја Давиденка 2:6, 5:7, 6:4, 7:6(5), 3:6. Због лошег резултата на том гренд слему пао је на дванаесто место на АТП листи.
Наредни турнир на коме је учествовао био је у Сан Хозеу. Одиграо је егзибициони меч са Питом Сампрасом и победио га 6:3, 7:6(2). У финалу је савладао Ендија Родика 3:6, 6:4, 6:4 и тако дошао до своје четврте титуле у каријери. На турниру АТП 500 серије у Мемфису изгубио је већ у првом колу од Жеремија Шардија 6:7(4), 3:6. Без обзира на тако лош резултат, његов пласман на АТП листи се побољшао (10. место). Затим је учествовао на још једном турниру АТП 500 серије у Акапулку где је био постављен за првог носиоца. У четвртфиналу га је поразио Хуан Монако - 5:7, 3:6. Због лошег резултата на том турниру пао је на 12. место на АТП листи.
На мастерсу у Индијан Велсу је био постављен за десетог носиоца. Дошао је до трећег кола, у коме га је савладао Томаш Бердих 0:6, 3:6. Наредни турнир на коме је учествовао био је још један из Мастерс 1000 серије, Мајами мастерс. Доспео је до четвртфинала, где га је други пут за редом поразио Томаш Бердих, 6:4, 6:7(5), 4:6.
Сезону на шљаци је почео на турниру Мастерс 1000 серије у Монте Карлу. Доспео је до финала у ком је изгубио од Рафаела Надала 0:6, 1:6. Пласман у његово прво финале Мастерс 1000 серије донео му је и напредак на АТП листи, 9. место. Наредне седмице је освојио највећу титулу у својој каријери, АТП 500 турнир у Барселони, савладавши у финалу Робина Седерлинга 6:3, 4:6, 6:3. И наредне седмице је био у доброј форми, стигао је до полуфинала на мастерсу у Риму у коме га је поразио Давид Ферер 5:7, 3:6. На мастерсу у Мадриду је стигао до трећег кола, у ком га је поразио Јирген Мелцер. Наредне седмице је стигао до финала на турниру у Ници, где је изгубио од Француза Ришара Гаскеа 3:6, 7:5, 6:7(5). На Ролан Гаросу је стигао до осмине финала, где га је савладао сународник Николас Алмагро 1:6, 6:1, 1:6, 4:6. На Вимблдону је испао већ у првом колу од Фабија Фоњинија 6:7(9), 2:6, 7:6(6), 6:4.
Стигао је до четвртфинала на турниру АТП 500 серије у Вашингтону, у коме га је поразио Маркос Багдатис, каснији финалиста тог турнира. На мастерсима у Торонту и Синсинатију изгубио је у другом колу. На последњем гренд слем турниру сезоне, Отвореном првенству САД, стигао је до четвртфинала, у коме је изгубио од сународника и првог играча света, Рафаела Надала, 5:7, 3:6, 4:6. На турнирима у Азији није победио ни у једном мечу. У Бангкоку је изгубио у другом колу, а на турнирима у Пекингу и Шангају у првом колу.
На турниру у Валенсији је изгубио у другом колу. На последњем мастерсу сезоне, у Паризу, дошао је до осмине финала, где га је поразио Гаел Монфис, 7:6(4), 6:7(2), 5:7. Због раног пораза на овом турниру, није се квалификовао за завршно првенство сезоне, Тенис мастерс куп.

### 2011.
На почетку сезоне Вердаско је наставио да ниже лоше резултате. На турниру АТП 250 серије у аустралијском граду Бризбејну је као трећи носилац испао у првом колу. Поражен је од Немца Бенџамина Бекера са 1:6, 7:6(2), 3:6. Следећи турнир му је био гренд слем, отворено првенство Аустралије где је дошао до осмине финала. У осмини финала је изгубио од Чеха Томаша Бердиха са 4:6, 2:6, 3:6.
На реду му је био турнир у Сан Хозеу, где је као први носилац и бранилац титуле дошао до финала. У финалу је изгубио од Канађанина Милоша Раонића са 6:7(6), 6:7(5). На турниру АТП 500 серије у Мемфису је у првом колу изгубио од истог противника са 4:6, 6:3, 6:7(5). Следећи турнир му је био у Акапулку, на шљаци, где је као други носилац у првом колу изгубио од Бразилца Томаза Белучија са 2:6, 6:4, 3:6.
Идући турнир му је био мастерс у Индијан Велсу где је као девети носилац дошао до трећег кола. У трећем колу је изгубио од Американца Сема Кверија са 5:7, 4:6. Следећи турнир му је био мастерс у Мајамију где је као девети носилац испао у другом колу. У другом колу је изгубио од сународника Пабла Андухара са 6:3, 6:7(3), 4:6.
Иако је на овом турниру лоше играо, напредовао је на осмо место на АТП листи. На реду му је био мастерс у Монте Карлу, његов први турнир ове сезоне на шљаци. Као шести носилац је испао у другом колу. У другом колу је изгубио од сународника Томија Робреда са 4:6, 3:6. Због раног испадања на овом турниру испао је из ТОП 10 и пао је на 12. место на АТП листи. Следећи турнир му је био у Ешторилу где је дошао до финала. У финалу је изгубио од осмог носиоца, Хуан Мартина дел Потра са 2:6, 2:6. Иако је постигао запажен резултат, ипак је пао на 17. место на АТП листи. На реду му је био турнир у Мадриду где је као петнаести носилац испао у првом колу од Јен-Сун Луа из Тајпеха са 6:7(7), 5:7. Идући турнир му је био у Риму где је у другом колу изгубио од петог носиоца, Швеђанина Робина Содерлинга са 6:2, 5:7, 4:6. На Ролан Гаросу је као шеснаести носилац дошао до трећег кола. У трећем колу је изгубио од Хрвата Ивана Љубичића са 3:6, 6:7(6), 4:6. Тако је први пут испао из Топ 20 на свету још од 2008.
На турниру у Квинсу, у Великој Британији, је као седми носилац дошао до четвртфинала. У четвртфиналу је испао од трећег носиоца Американца Ендија Родика по сетовима 2:6, 2:6. Идући турнир му је био Вимблдон, где је као двадесет први носилац дошао до другог кола. У другом колу је изгубио од Холанђанина Робина Хасеа по сетовима 3:6, 4:6, 6:4, 2:6.
Следећи турнир му је био на шљаци у Хамбургу где је наступао као осми носилац и дошао до полуфинала. У полуфиналу је изгубио од сународника и трећег носиоца такође и финалисте тог турнира Николаса Алмагра по сетовима 4:6, 1:6. Захваљујући добром наступу на том турниру пробио се до двадесетог места на АТП листи. На реду му је био турнир у Гштаду, такође на шљаци где је као четврти носилац дошао до трећег финала у овој сезони. Поражен је од сународника и осмог носиоца Марсела Гранољерса 4:6, 6:3, 3:6. То му је донело напредак на деветнаесто место на АТП листи.
Следећи турнир му је био у Вашингтону, где је као пети носилац поновио успех из прошле сезоне. Изгубио је у четвртфиналу од каснијег победника турнира Радека Штјепанека 4:6, 4:6. На реду му је био мастерс у Монтреалу где је као петнаести носилац дошао до другог кола. У другом колу је поражен од Србина Јанка Типсаревића 4:6, 7:6(5), 3:6. Идући турнир му је био мастерс у Синсинатију где је дошао до трећег кола. У трећем колу је поражен после велике борбе од сународника и другог носиоца Рафаела Надала 6:7(5), 7:6(4), 7:6(9). Следећи турнир му је био последњи гренд слем сезоне Ју-Ес опен где је као деветнаести носилац поражен од Француза Жо-Вилфрида Цонге, једанаестог носиоца резултатом 3:6, 5:7, 4:6.
На турниру у Пекингу Вердаско је дошао до четвртфинала. У четвртфиналу је поражен од трећег носиоца и освајача титуле Чеха Томаша Бердиха 6:1, 6:0. Идући турнир му је био мастерс у Шангају где је као шеснаести носилац дошао до другог кола. У другом колу је изгубио од сународника Хуан Карлоса Ферера са 6:4, 3:6, 2:6.
На турниру у Валенсији је изгубио у првом колу од сународника и првог носиоца Давида Ферера са 6:3, 6:2. У трећем колу Париза је изгубио од петог носиоца Чеха Томаша Бердиха са 3:6, 5:7.
Због далеко лошијих резултата него прошле сезоне, Вердаско је завршио сезону ван ТОП 20, на 24. месту АТП листе. Ово му је први пут након 2007. године да сезону није завршио међу 20 најбољих.

### 2012.
Сезону је почео на турниру у Оукленду где је као трећи носилац дошао до полуфинала. У полуфиналу је поражен од сународника и првог носиоца Давида Ферера резултатом 3:6, 4:6. На првом гренд слему сезоне у Мелбурну је као двадесет други носилац поражен већ у првом колу од Аустралијанца Бернарда Томића резултатом 6:4, 7:6(3), 4:6, 2:6, 5:7.
Идући турнир му је био у Сао Паулу на шљаци где је као трећи носилац дошао до четвртфинала. У четвртфиналу је изгубио од сународника и осмог носиоца Алберта Рамоса са 6:7(3), 3:6.

## Стил игре и спонзори
Вердаско воли да игра офанзивно са основне линије. Добро игра на свим подлогама, с тим што му најбоље иде на брзим. Сматра да је његов најбољи ударац форхенд. Добро је познат по томе што прави грешке у најважнијим тренуцима у мечу и што губи концентрацију. Његови спонзори су Адидас и произвођач рекета Технифајбер.

## Лични живот
Вердаско је почео да игра тенис са три године. Његови родитељи, Хосе и Олга, имају ресторан у Мадриду. Има две сестре, Сару и Ану. Неке од Вердаскових бивших девојака су аргентинска професионална тенисерка Жизела Дулко, шпанска манекенка и глумица Дафне Фернандез и Ана Ивановић.
Од 2017. године је у браку са Аном Бојер, кћерком бившег министра финансија Шпаније Мигела Бојера и полусестром по мајци шпанског певача Енрикеа Иглесијаса.

## Финала завршног првенства сезоне

### Парови: 1 (1:0)
| Исход    | Бр. | Година | Турнир | Подлога   | Партнер      | Противници             | Резултат              |
| -------- | --- | ------ | ------ | --------- | ------------ | ---------------------- | --------------------- |
| Победник | 1.  | 2013.  | Лондон | Тврда (д) | Давид Мареро | Боб Брајан Мајк Брајан | 7:5, 6:7(3:7), [10:7] |

## Финала АТП мастерс 1000 серије

### Појединачно: 1 (0:1)
| Исход     | Бр. | Година | Турнир      | Подлога | Противник    | Резултат |
| --------- | --- | ------ | ----------- | ------- | ------------ | -------- |
| Финалиста | 1.  | 2010.  | Монте Карло | Шљака   | Рафаел Надал | 0:6, 1:6 |

### Парови: 1 (0:1)
| Исход     | Бр. | Година | Турнир | Подлога | Партнер      | Противници              | Резултат                   |
| --------- | --- | ------ | ------ | ------- | ------------ | ----------------------- | -------------------------- |
| Финалиста | 1.  | 2013.  | Шангај | Тврда   | Давид Мареро | Иван Додиг Марсело Мело | 6:7(2:7), 7:6(8:6), [2:10] |

## АТП финала

### Појединачно: 23 (7:16)
| Легенда                        |
| ------------------------------ |
| Гренд слем турнири (0:0)       |
| Завршно првенство сезоне (0:0) |
| АТП мастерс 1000 (0:1)         |
| АТП 500 (1:5)                  |
| АТП 250 (6:10)                 |

| Финала по подлози |
| ----------------- |
| Тврда (2:4)       |
| Шљака (5:10)      |
| Трава (0:1)       |
| Тепих (0:1)       |

| Финала по локацији |
| ------------------ |
| Отворено (6:13)    |
| Дворана (1:3)      |

| Исход     | Бр. | Датум             | Турнир                     | Подлога   | Противник             | Резултат                 |
| --------- | --- | ----------------- | -------------------------- | --------- | --------------------- | ------------------------ |
| Финалиста | 1.  | 7. март 2004.     | Акапулко, Мексико          | Шљака     | Карлос Моја           | 3:6, 0:6                 |
| Победник  | 1.  | 18. април 2004.   | Валенсија, Шпанија         | Шљака     | Алберт Монтањес       | 7:6(7:5), 6:3            |
| Финалиста | 2.  | 31. јул 2005.     | Кицбил, Аустрија           | Шљака     | Гастон Гаудио         | 6:2, 2:6, 4:6, 4:6       |
| Финалиста | 3.  | 28. октобар 2007. | Санкт Петербург, Русија    | Тепих (д) | Енди Мари             | 2:6, 3:6                 |
| Финалиста | 4.  | 21. јун 2008.     | Нотингем, Велика Британија | Трава     | Иво Карловић          | 5:7, 7:6(7:4), 6:7(8:10) |
| Победник  | 2.  | 20. јул 2008.     | Умаг, Хрватска             | Шљака     | Игор Андрејев         | 3:6, 6:4, 7:6(7:4)       |
| Финалиста | 5.  | 11. јануар 2009.  | Бризбејн, Аустралија       | Тврда     | Радек Штјепанек       | 6:3, 3:6, 4:6            |
| Победник  | 3.  | 30. август 2009.  | Њу Хејвен, САД             | Тврда     | Сем Квери             | 6:4, 7:6(8:6)            |
| Финалиста | 6.  | 4. октобар 2009.  | Куала Лумпур, Малезија     | Тврда (д) | Николај Давиденко     | 4:6, 5:7                 |
| Победник  | 4.  | 15. фебруар 2010. | Сан Хозе, САД              | Тврда (д) | Енди Родик            | 3:6, 6:4, 6:4            |
| Финалиста | 7.  | 18. април 2010.   | Монте Карло, Монако        | Шљака     | Рафаел Надал          | 0:6, 1:6                 |
| Победник  | 5.  | 25. април 2010.   | Барселона, Шпанија         | Шљака     | Робин Седерлинг       | 6:3, 4:6, 6:3            |
| Финалиста | 8.  | 22. мај 2010.     | Ница, Француска            | Шљака     | Ришар Гаске           | 3:6, 7:5, 6:7(5:7)       |
| Финалиста | 9.  | 14. фебруар 2011. | Сан Хозе, САД              | Тврда (д) | Милош Раонић          | 6:7(6:8), 6:7(5:7)       |
| Финалиста | 10. | 1. мај 2011.      | Есторил, Португал          | Шљака     | Хуан Мартин дел Потро | 2:6, 2:6                 |
| Финалиста | 11. | 31. јул 2011.     | Гштад, Швајцарска          | Шљака     | Марсел Гранољерс      | 4:6, 6:3, 3:6            |
| Финалиста | 12. | 4. март 2012.     | Акапулко, Мексико (2)      | Шљака     | Давид Ферер           | 1:6, 2:6                 |
| Финалиста | 13. | 14. јул 2013.     | Бостад, Шведска            | Шљака     | Карлос Берлок         | 5:7, 1:6                 |
| Победник  | 6.  | 13. април 2014.   | Хјустон, САД               | Шљака     | Николас Алмагро       | 6:3, 7:6(7:4)            |
| Победник  | 7.  | 25. април 2016.   | Букурешт, Румунија         | Шљака     | Лука Пуј              | 6:3, 6:2                 |
| Финалиста | 14. | 17. јул 2016.     | Бостад, Шведска (2)        | Шљака     | Алберт Рамос-Вињолас  | 3:6, 4:6                 |
| Финалиста | 15. | 4. март 2017.     | Дубаи, УАЕ                 | Тврда     | Енди Мари             | 3:6, 2:6                 |
| Финалиста | 16. | 25. фебруар 2018. | Рио, Бразил                | Шљака     | Дијего Шварцман       | 2:6, 3:6                 |

### Парови: 13 (8:5)
| Легенда                        |
| ------------------------------ |
| Гренд слем турнири (0:0)       |
| Завршно првенство сезоне (1:0) |
| АТП мастерс 1000 (0:1)         |
| АТП 500 (3:2)                  |
| АТП 250 (4:2)                  |

| Финала по подлози |
| ----------------- |
| Тврда (3:3)       |
| Шљака (5:2)       |
| Трава (0:0)       |

| Финала по локацији |
| ------------------ |
| Отворено (5:4)     |
| Дворана (3:1)      |

| Исход     | Бр. | Датум               | Турнир                  | Подлога   | Партнер               | Противници                                   | Резултат                   |
| --------- | --- | ------------------- | ----------------------- | --------- | --------------------- | -------------------------------------------- | -------------------------- |
| Победник  | 1.  | 31. октобар 2004.   | Стокхолм, Шведска       | Тврда (д) | Фелисијано Лопез      | Вејн Артурс Пол Хенли                        | 6:4, 6:4                   |
| Финалиста | 1.  | 22. јул 2007.       | Штутгарт, Немачка       | Шљака     | Гиљермо Гарсија-Лопез | Франтишек Чермак Леош Фридл                  | 4:6, 4:6                   |
| Финалиста | 2.  | 11. јануар 2009.    | Бризбејн, Аустралија    | Тврда     | Миша Зверев           | Марк Жикел Жо-Вилфрид Цонга                  | 4:6, 3:6                   |
| Победник  | 2.  | 26. фебруар 2012.   | Буенос Ајрес, Аргентина | Шљака     | Давид Мареро          | Михал Мертинак Андре Са                      | 6:4, 6:4                   |
| Победник  | 3.  | 4. март 2012.       | Акапулко, Мексико       | Шљака     | Давид Мареро          | Марсел Гранољерс Марк Лопез                  | 6:3, 6:4                   |
| Победник  | 4.  | 14. јул 2012.       | Умаг, Хрватска          | Шљака     | Давид Мареро          | Марсел Гранољерс Марк Лопез                  | 6:3, 7:6(7:4)              |
| Победник  | 5.  | 22. јул 2012.       | Хамбург, Немачка        | Шљака     | Давид Мареро          | Данијел Муњоз де ла Нава Рожерио Дутра Силва | 6:4, 6:3                   |
| Финалиста | 3.  | 28. октобар 2012.   | Валенсија, Шпанија      | Тврда (д) | Давид Мареро          | Александар Пеја Бруно Соарес                 | 3:6, 2:6                   |
| Победник  | 6.  | 22. септембар 2013. | Санкт Петербург, Русија | Тврда (д) | Давид Мареро          | Доминик Инглот Денис Истомин                 | 7:6(8:6), 6:3              |
| Финалиста | 4.  | 13. октобар 2013.   | Шангај, Кина            | Тврда     | Давид Мареро          | Иван Додиг Марсело Мело                      | 6:7(2:7), 7:6(8:6), [2:10] |
| Победник  | 7.  | 11. новембар 2013.  | Лондон, В. Британија    | Тврда (д) | Давид Мареро          | Боб Брајан Мајк Брајан                       | 7:5, 6:7(3:7), [10:7]      |
| Финалиста | 5.  | 13. април 2014.     | Хјустон, САД            | Шљака     | Давид Мареро          | Боб Брајан Мајк Брајан                       | 6:4, 4:6, [9:11]           |
| Победник  | 8.  | 25. фебруар 2018.   | Рио, Бразил             | Шљака     | Давид Мареро          | Никола Мектић Александар Пеја                | 5:7, 7:5, [10:8]           |

## Остала финала

### Тимска такмичења: 4 (4:0)
| Исход    | Бр. | Датум                 | Турнир                               | Подлога   | Партнери                                      | Противници                                                          | Резултат | Извор  |
| -------- | --- | --------------------- | ------------------------------------ | --------- | --------------------------------------------- | ------------------------------------------------------------------- | -------- | ------ |
| Победник | 1.  | 21–23. новембар 2008. | Дејвис куп, Мар дел Плата, Аргентина | Тврда (д) | Давид Ферер Фелисијано Лопез Марсел Гранољерс | Хуан Мартин дел Потро Давид Налбандијан Хосе Акасусо Агустин Каљери | 3:1      | [ 12 ] |
| Победник | 2.  | 4–6. децембар 2009.   | Дејвис куп, Барселона, Шпанија       | Шљака (д) | Рафаел Надал Давид Ферер Фелисијано Лопез     | Радек Штјепанек Томаш Бердих Јан Хајек Лукаш Длухи                  | 5:0      | [ 13 ] |
| Победник | 3.  | 2–4. децембар 2011.   | Дејвис куп, Севиља, Шпанија          | Шљака (д) | Рафаел Надал Давид Ферер Фелисијано Лопез     | Хуан Мартин дел Потро Хуан Монако Давид Налбандијан Едуардо Шванк   | 3:1      | [ 14 ] |
| Победник | 4.  | 5. јануар 2013.       | Хопман куп, Перт, Аустралија         | Тврда (д) | Анабел Медина Гаригес                         | Ана Ивановић Новак Ђоковић                                          | 2:1      | [ 15 ] |

### Егзибициони турнири: 2 (2:0)
| Исход    | Бр. | Датум            | Турнир              | Подлога | Противник             | Резултат           | Извор  |
| -------- | --- | ---------------- | ------------------- | ------- | --------------------- | ------------------ | ------ |
| Победник | 1.  | 16. јануар 2010. | Мелбурн, Аустралија | Тврда   | Жо-Вилфрид Цонга      | 7:5, 6:3           | [ 16 ] |
| Победник | 2.  | 16. јануар 2015. | Мелбурн, Аустралија | Тврда   | Александар Долгополов | 7:6(7:3) (предаја) | [ 17 ] |

## Учинак на турнирима у појединачној конкуренцији
| Легенда | Легенда                                    | Легенда | Легенда                          |
| ------- | ------------------------------------------ | ------- | -------------------------------- |
| О/И     | однос освајања турнира и играња на турниру | Поб–пор | однос побједа и пораза           |
| НО      | турнир није одржан те године               | Н       | није учествовао на турниру       |
| КВ      | изгубио у квалификацијама                  | 1К      | изгубио у првом колу             |
| 2К      | изгубио у другом колу                      | 3К      | изгубио у трећем колу            |
| 4К      | изгубио у четвртом колу                    | ГФ      | изгубио у групној фази такмичења |
| ЧФ      | изгубио у четвртфиналу                     | ПФ      | изгубио у полуфиналу             |
| Ф       | изгубио у финалу                           | П       | освојио турнир                   |

| Турнир                   | 2002.                | 2003.                | 2004.                | 2005.                | 2006.                | 2007.                | 2008.                | 2009.           | 2010.                | 2011.                | 2012.                | 2013.                | 2014.                | 2015.                | 2016.                | 2017.                | 2018.                | 2019.                | 2020.                | О/И          | Поб:пор      | %            |
| ------------------------ | -------------------- | -------------------- | -------------------- | -------------------- | -------------------- | -------------------- | -------------------- | --------------- | -------------------- | -------------------- | -------------------- | -------------------- | -------------------- | -------------------- | -------------------- | -------------------- | -------------------- | -------------------- | -------------------- | ------------ | ------------ | ------------ |
| Гренд слем турнири       |                      |                      |                      |                      |                      |                      |                      |                 |                      |                      |                      |                      |                      |                      |                      |                      |                      |                      |                      |              |              |              |
| ОП Аустралије            | Н                    | КВ1                  | 1K                   | 2K                   | 2K                   | 2K                   | 2K                   | ПФ              | 4K                   | 4K                   | 1K                   | 3K                   | 2K                   | 3K                   | 2K                   | 1K                   | 2K                   | 3K                   | 3K                   | 0 / 17       | 26:17        | 60%          |
| Ролан Гарос              | Н                    | КВ1                  | 2K                   | 1K                   | 2K                   | 4K                   | 4K                   | 4K              | 4К                   | 3K                   | 3K                   | 2K                   | 4K                   | 2K                   | 3K                   | 4K                   | 4K                   | 2K                   | Н                    | 0 / 16       | 32:16        | 67%          |
| Вимблдон                 | Н                    | 1К                   | 2К                   | 2К                   | 4К                   | 3К                   | 4К                   | 4К              | 1К                   | 2К                   | 3К                   | ЧФ                   | 1К                   | 3К                   | 1К                   | 1К                   | 1К                   | 4К                   | НО                   | 0 / 17       | 25:17        | 60%          |
| ОП САД                   | Н                    | 3К                   | 2К                   | 4К                   | 3К                   | 3К                   | 3К                   | ЧФ              | ЧФ                   | 3К                   | 3К                   | 1К                   | 2К                   | 2К                   | 1К                   | 2К                   | 3К                   | 2К                   | Н                    | 0 / 17       | 30:17        | 64%          |
| Поб:пор на г. с.         | 0:0                  | 2:2                  | 3:4                  | 5:4                  | 7:4                  | 8:4                  | 9:4                  | 15:4            | 10:4                 | 8:4                  | 6:4                  | 7:4                  | 5:4                  | 6:4                  | 3:4                  | 4:4                  | 6:4                  | 7:4                  | 2:1                  | 0 / 67       | 113:67       | 63%          |
| Завршно првенство сезоне |                      |                      |                      |                      |                      |                      |                      |                 |                      |                      |                      |                      |                      |                      |                      |                      |                      |                      |                      |              |              |              |
| Мастерс куп              | Није се квалификовао | Није се квалификовао | Није се квалификовао | Није се квалификовао | Није се квалификовао | Није се квалификовао | Није се квалификовао | ГФ              | Није се квалификовао | Није се квалификовао | Није се квалификовао | Није се квалификовао | Није се квалификовао | Није се квалификовао | Није се квалификовао | Није се квалификовао | Није се квалификовао | Није се квалификовао | Није се квалификовао | 0 / 1        | 0:3          | 0%           |
| Репрезентација           |                      |                      |                      |                      |                      |                      |                      |                 |                      |                      |                      |                      |                      |                      |                      |                      |                      |                      |                      |              |              |              |
| Олимпијске игре          | НО                   | НО                   | Н                    | НО                   | НО                   | НО                   | Н                    | НО              | НО                   | НО                   | 1К                   | НО                   | НО                   | НО                   | Н                    | НО                   | НО                   | НО                   | НО                   | 0 / 1        | 0:1          | 0%           |
| Екипно првенство         | Није учествовао      | Није учествовао      | Није учествовао      | Није учествовао      | ГФ                   | Није учествовао      | Није учествовао      | Није учествовао | Није учествовао      | Није учествовао      | Није учествовао      | НО                   | НО                   | НО                   | НО                   | НО                   | НО                   | НО                   | НО                   | 0 / 1        | 1:1          | 50%          |
| Хопман куп               | Није учествовао      | Није учествовао      | Није учествовао      | Није учествовао      | Није учествовао      | Није учествовао      | Није учествовао      | Није учествовао | Није учествовао      | Није учествовао      | ГФ                   | П                    | Није учествовао      | Није учествовао      | Није учествовао      | Није учествовао      | Није учествовао      | Није учествовао      | НО                   | 1 / 2        | 3:4          | 43%          |
| Дејвис куп               | Није учествовао      | Није учествовао      | Није учествовао      | 1К                   | 1К                   | ЧФ                   | П                    | П               | ЧФ                   | П                    | Н                    | 1К                   | 1К                   | Г1                   | Н                    | Н                    | Н                    | Н                    | НО                   | 3 / 9        | 9:5          | 64%          |
| Поб:пор                  | 0:0                  | 0:0                  | 0:0                  | 1:1                  | 1:1                  | 1:2                  | 2:0                  | 1:1             | 0:1                  | 2:0                  | 2:2                  | 3:3                  | 0:0                  | 0:0                  | 0:0                  | 0:0                  | 0:0                  | 0:0                  | 0:0                  | 4 / 13       | 13:11        | 54%          |
| АТП Мастерс 1000 серија  |                      |                      |                      |                      |                      |                      |                      |                 |                      |                      |                      |                      |                      |                      |                      |                      |                      |                      |                      |              |              |              |
| Индијан Велс             | Н                    | Н                    | 1К                   | 2К                   | 3К                   | 3К                   | 3К                   | ЧФ              | 3К                   | 3К                   | 3К                   | 2К                   | 4К                   | 3К                   | 3К                   | 3К                   | 3К                   | Н                    | НО                   | 0 / 15       | 18:15        | 55%          |
| Мајами                   | Н                    | 3К                   | 2К                   | 3К                   | 3К                   | 2К                   | 2К                   | ЧФ              | ЧФ                   | 2К                   | 3К                   | 2К                   | 2К                   | 4К                   | 3К                   | 3К                   | 4К                   | Н                    | НО                   | 0 / 16       | 19:16        | 54%          |
| Монте Карло              | Н                    | Н                    | Н                    | 1К                   | 1К                   | 1К                   | 1К                   | ЧФ              | Ф                    | 2К                   | 3К                   | 1К                   | Н                    | 1К                   | 2К                   | Н                    | 2К                   | 1К                   | НО                   | 0 / 13       | 10:13        | 43%          |
| Мадрид                   | КВ1                  | 1К                   | 3К                   | 2К                   | 1К                   | 2К                   | 2К                   | ЧФ              | 3К                   | 1К                   | ЧФ                   | 3К                   | 2К                   | 3К                   | 2К                   | 1К                   | 2К                   | 3К                   | НО                   | 0 / 17       | 19:17        | 53%          |
| Рим                      | Н                    | КВ1                  | Н                    | ЧФ                   | 2К                   | 1К                   | 3К                   | ЧФ              | ПФ                   | 2К                   | 2К                   | 2К                   | 1К                   | Н                    | Н                    | 2К                   | 1К                   | ЧФ                   | КВ1                  | 0 / 13       | 18:13        | 58%          |
| Канада                   | Н                    | Н                    | 1К                   | Н                    | 3К                   | 3К                   | 2К                   | 3К              | 2К                   | 2К                   | Н                    | Н                    | Н                    | 1К                   | Н                    | Н                    | 2К                   | Н                    | НО                   | 0 / 9        | 10:9         | 53%          |
| Синсинати                | Н                    | 1К                   | 1К                   | Н                    | 1К                   | 2К                   | 3К                   | 1К              | 2К                   | 3К                   | Н                    | Н                    | 2К                   | 2К                   | 2К                   | 1К                   | 1К                   | 1К                   | Н                    | 0 / 14       | 8:14         | 36%          |
| Шангај                   | НМС                  | НМС                  | НМС                  | НМС                  | НМС                  | НМС                  | НМС                  | 2К              | 1К                   | 2К                   | 3К                   | 2К                   | Н                    | 1К                   | 1К                   | 1К                   | Н                    | 1К                   | НО                   | 0 / 9        | 4:9          | 31%          |
| Париз                    | Н                    | КВ2                  | 1К                   | 2К                   | 1К                   | 1К                   | 3К                   | 3К              | 3К                   | 2К                   | 1К                   | 2К                   | 3К                   | 1К                   | 2К                   | ЧФ                   | 2К                   | 2К                   | Н                    | 0 / 16       | 14:16        | 47%          |
| Хамбург                  | Н                    | Н                    | 3К                   | 1К                   | ЧФ                   | 1К                   | ЧФ                   | НМС             | НМС                  | НМС                  | НМС                  | НМС                  | НМС                  | НМС                  | НМС                  | НМС                  | НМС                  | НМС                  | НМС                  | 0 / 5        | 8:5          | 62%          |
| Поб:пор на м. т.         | 0:0                  | 2:3                  | 4:7                  | 8:7                  | 8:9                  | 5:9                  | 10:9                 | 15:9            | 14:9                 | 7:9                  | 10:7                 | 5:7                  | 6:6                  | 6:8                  | 8:7                  | 6:7                  | 8:8                  | 6:6                  | 0:0                  | 0 / 127      | 128:127      | 50%          |
| Пласман на крају године  | 173                  | 109                  | 36                   | 32                   | 35                   | 26                   | 16                   | 9               | 9                    | 24                   | 24                   | 30                   | 33                   | 49                   | 42                   | 35                   | 28                   | 49                   | 65                   | 17.674.877 $ | 17.674.877 $ | 17.674.877 $ |